# Philothamnus irregularis
Philothamnus irregularis là một loài rắn trong họ Rắn nước. Loài này được Leach mô tả khoa học đầu tiên năm 1819.